# Illa de Sant Pau (Alaska)
L'Illa de Sant Pau (en anglès:Saint Paul Island) és l'illa més gran de l'arxipèlag Pribilof d'Alaska, Estats Units. Aquestes illes són un grup de cinc illes volcaniques situades al Mar de Bering. La ciutat de Saint Paul (Alaska) és l'única zona residencial de l'illa. L'illa de Sant Pau ocupa una superfície de 100 km². La seva església ortodoxa russa (de 1907) pertany al Registre Nacional de Llocs Històrics dels Estats Units (National Register of Historic Places).

## Geografia i geologia
El seu volcà més gran es diu Rush Hill i fa 203 metres, la major part de l'illa fa menys de 150 m d'altitud.
Aquesta illa pot haver format part del pont de terra de Bering durant la darrera era glacial. La vegetació de tundra que actualment presenta l'illa ja va aparèixer com a mínim fa 9.000 anys. La vegetació està dominada per plantes apiàcies com les del gènere Angelica i les del gènere Artemisia, però també abunden les gramínies i ciperàcies.

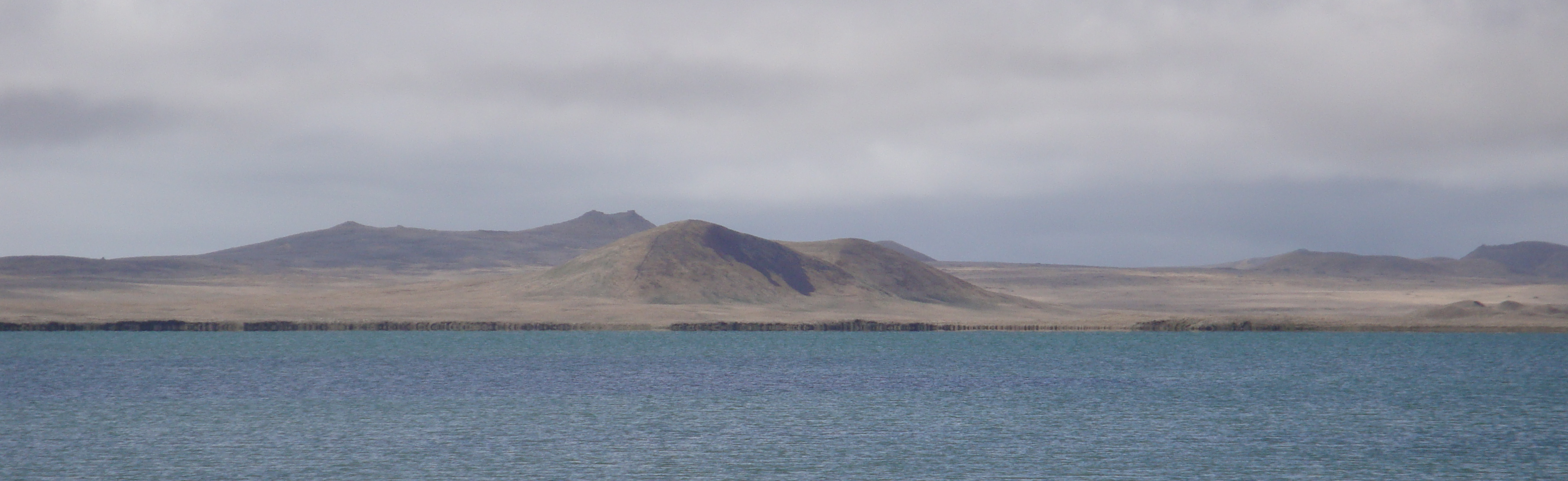
Paisatge de l'illa Saint Paul.

## Història

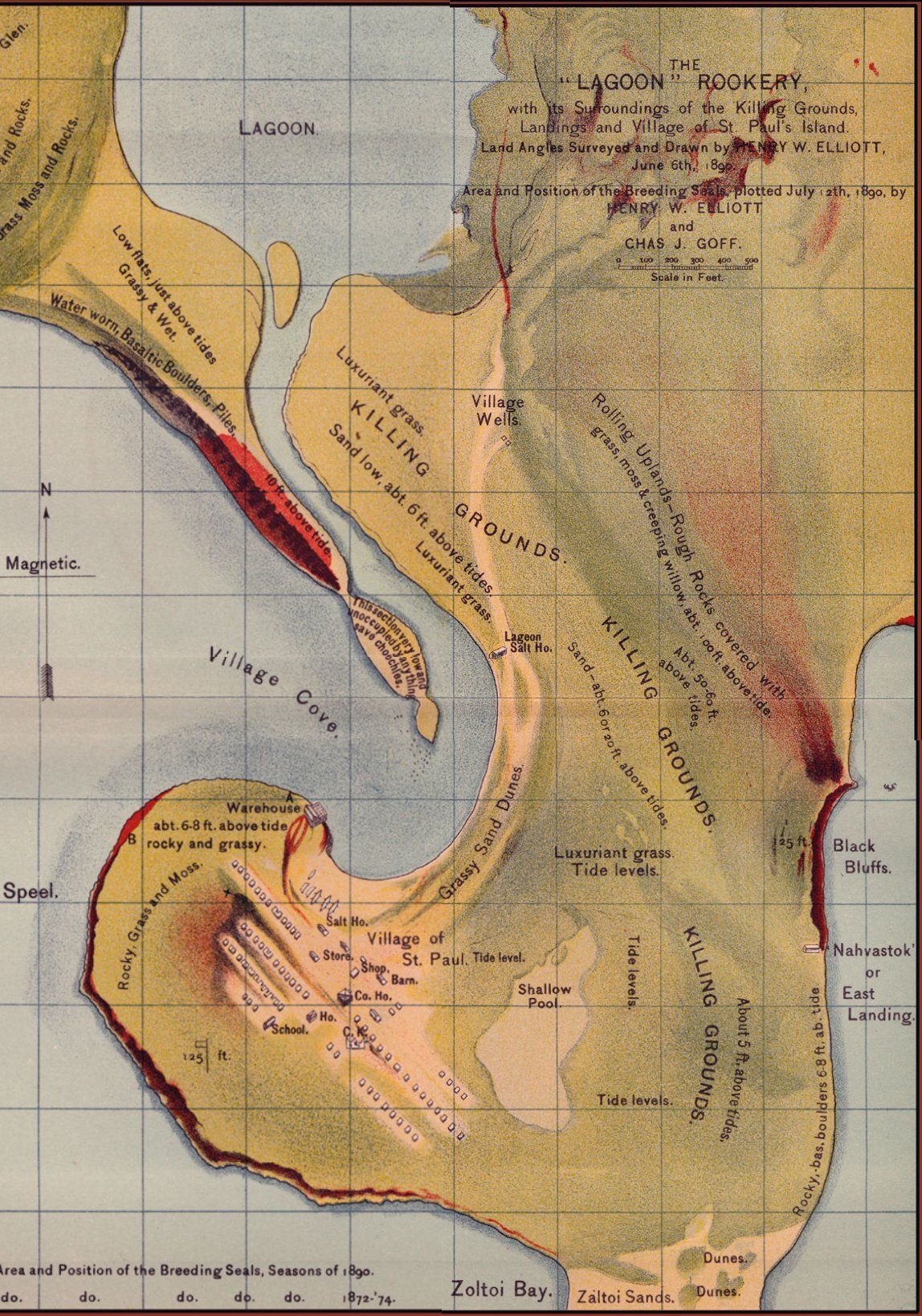
Mapa de la població de Saint Paul cap a 1890

Aquestes illes estaven habitades pels aleutians i en deien Amiq, que vol dir "terra dels parents" basant-se en una tradició oral d'haver trobat refugi durant una tempesta.
Els comerciants de pells russos van ser els primers no aleutians en descobrir l'illa de Saint Paul. Concretament aquesta illa va ser descoberta per Gavriïl Pribilov el dia de Sant Pere i Sant Pau (12 de juliol de 1788). Al segle xviii els russos forçaren els aleutians de més al sud a caçar foques per a ells a les illes Pribilof, abans d'això aquestes illes no estaven habitades permanentment.

## Clima
El clima de l'illa de Saint Paul té molta influència de l'oceà fred que l'envolta. És un clima oceànic amb poca oscil·lació de les temperatures al llarg de l'any, té vents forts, molta humitat i molta nebulositat a més d'una boira persistent a l'estiu. La temperatura mitjana anual és de 2 °C. El mes més fred és febrer amb una temperatura mitjana de -4,2 °C, amb la mitjana de les mínimes del mes de febrer és de - 6,5 °C. Agost és el mes més càlid amb una temperatura mitjana de 9,3 °C i la temperatura màxima absoluta va ser de 19 °C. A l'estiu els vents són més fluixos i predominen els del sud.
La precipitació anual és de 605 litres amb el màxim a finals d'estiu i a la tardor.

## Història natural

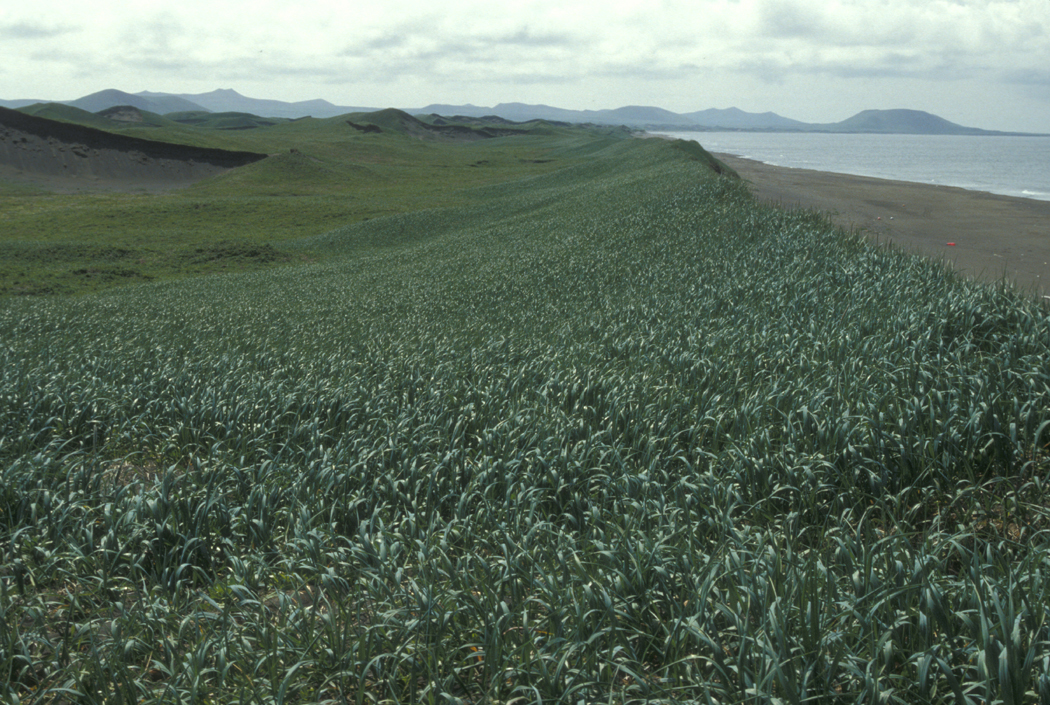
Dunes de sorra a St. Paul

L'Illa de Saint Paul, com les altres illes Pribilof, forma part de l'Alaska Maritime National Wildlife Refuge. El 1982 els seus penya-segats van ser comprats per tal d'incloure'ls en aquest refugi. L'illa ha estat designada Àrea important per a la conservació de les aus.
Està envoltada per una de les zones de pesca més riques del món.
Una varietat nana de mamut va sobreviure a l'illa de Saint Paul fins prop de 3750 aC, la qual és la població que es va extingir més tard de les poblacions de mamuts d'Amèrica del Nord.

## Població

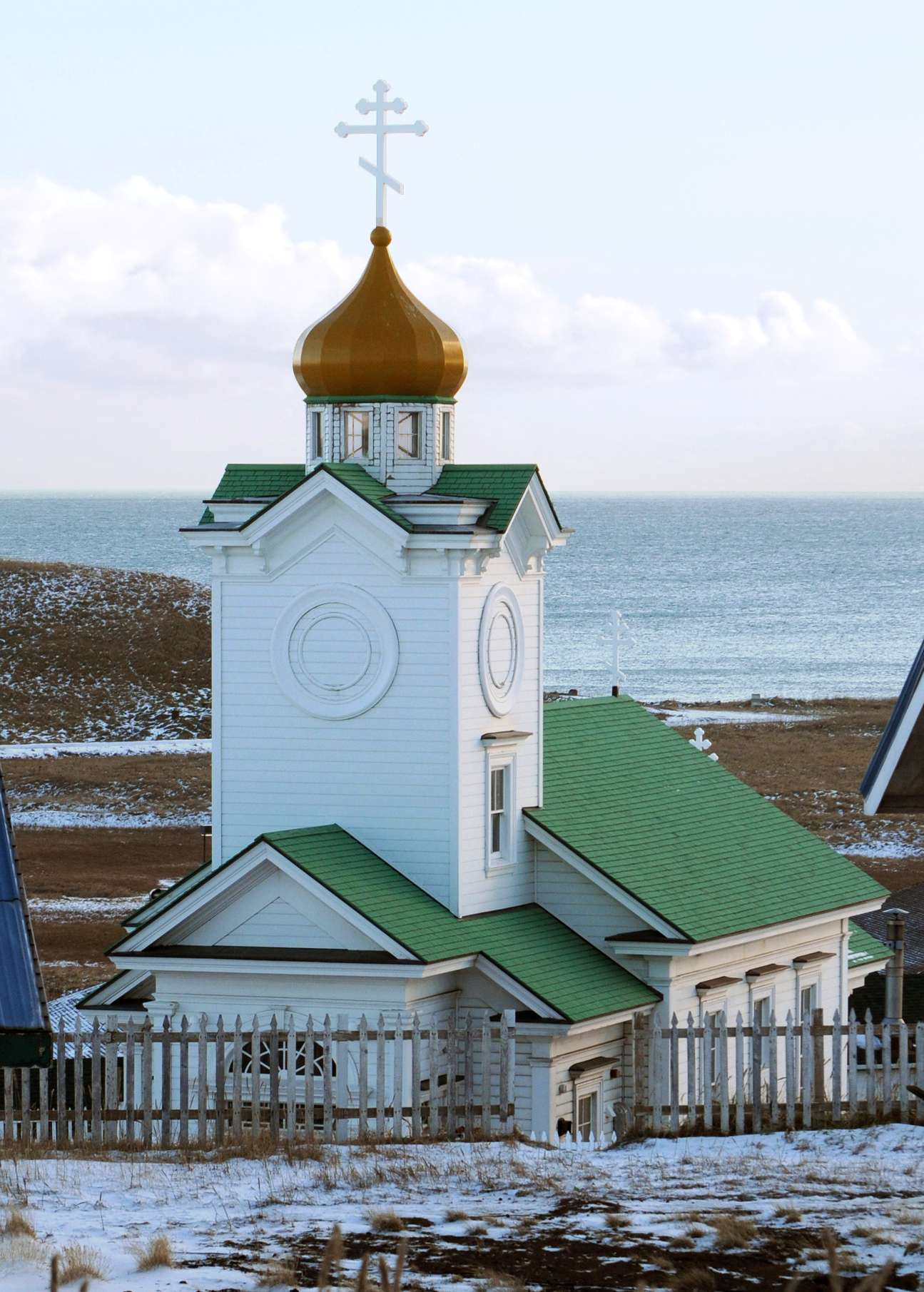
Església ortodoxa russa de Sts. Peter and Paul, construïda el 1907

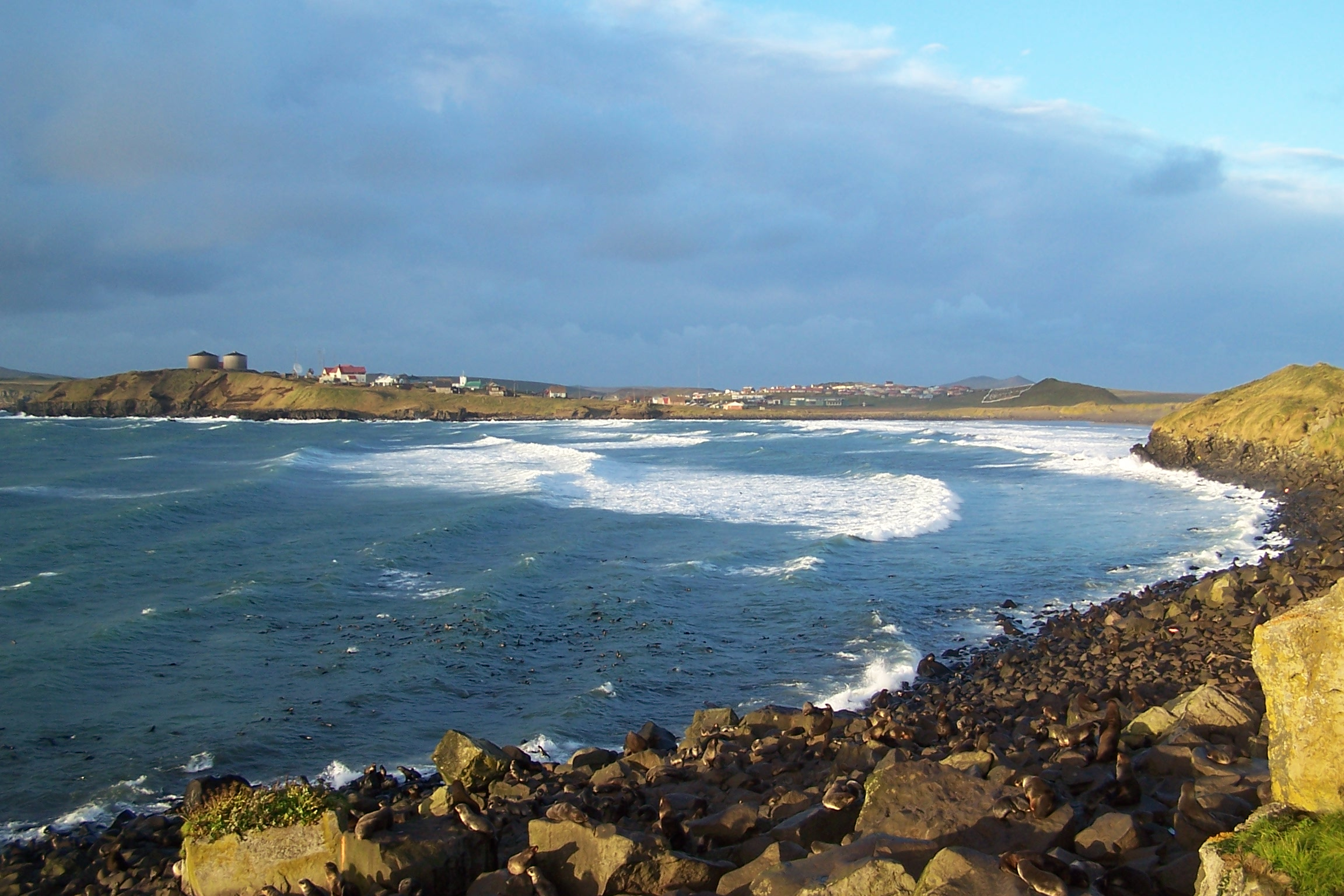
Població de St Paul a la llunyania.

L'illa de Saint Paul té la comunitat d'aleutians més gran dels Estats Units. D'una població total de 532 persones, 457 són natius d'Alaska.